# Orione (torpilleur)
Pour les articles homonymes, voir Orione.
Le Orione (fanion « ON ») était un torpilleur italien de la classe Orsa lancé en 1937 pour la Marine royale italienne (en italien : Regia Marina).

## Conception et description
La classe Orsa était une version agrandie des torpilleurs de la classe classe Spica afin d'avoir une plus grande autonomie et de pouvoir rester plus longtemps en mer. Par rapport au Spica, ils avaient un armement anti-sous-marin double, avec 4 lanceurs de charges de profondeur contre 2 sur les Spica, par rapport auquel ils étaient moins rapides.
Ces navires avaient une longueur totale de 82,5 mètres, une largeur de 9,69 mètres et un tirant d'eau de 3,74 mètres. Ils déplaçaient 840 tonnes à charge normale, et 1 575 tonnes à pleine charge. Leur effectif était de 154 officiers, sous-officiers et marins
Les Orsa étaient propulsés par deux turbines à vapeur à engrenages, chacune entraînant un arbre d'hélice et utilisant la vapeur fournie par deux chaudières. La puissance nominale des turbines était de 16 000 chevaux-vapeur (11 800 kW) pour une vitesse de 28 nœuds (51,86 km/h) en service. Ils avaient une autonomie de 5 100 milles nautiques (9 450 km) à une vitesse de 12 nœuds (22,2 km/h).
Leur batterie principale était composée de 2 canons 100/47 OTO Model 1937. La défense antiaérienne (AA) des navires de la classe Orsa était assurée par 4 mitrailleuses anti-aériennes Breda Model 1931 de 13,2 mm. Ils étaient équipés de 4 tubes lance-torpilles de 450 millimètres (21 pouces) dans deux supports jumelés au milieu du navire. Les Orsa étaient également équipés de 4 lanceurs de charges de profondeur et d'un équipement pour le transport et la pose de 20 mines.

## Construction et mise en service
Le Orione est construit par le chantier naval Cantiere navale di Palermo à Palerme en Italie, et mis sur cale le 27 avril 1936. Il est lancé le 21 mars 1937 et est achevé et mis en service le 31 mars 1938. Il est commissionné le même jour dans la Regia Marina.

## Histoire de service
Au cours de sa période initiale de service, le Orione subit une reclassification. En effet, déjà en 1938, année de son entrée en service, le navire, initialement classé comme aviso d'escorte, est reclassé comme torpilleur.

### Seconde Guerre mondiale
À la date de l'entrée de l'Italie dans la Seconde Guerre mondiale (10 juin 1940), le Orione fait partie du VIe escadron de torpilleurs basée à Naples, formé avec les navires-jumeaux (sister ships) Orsa, Procione et Pegaso. Plus tard, la formation est nommée XIVe escadron et IVe escadron.

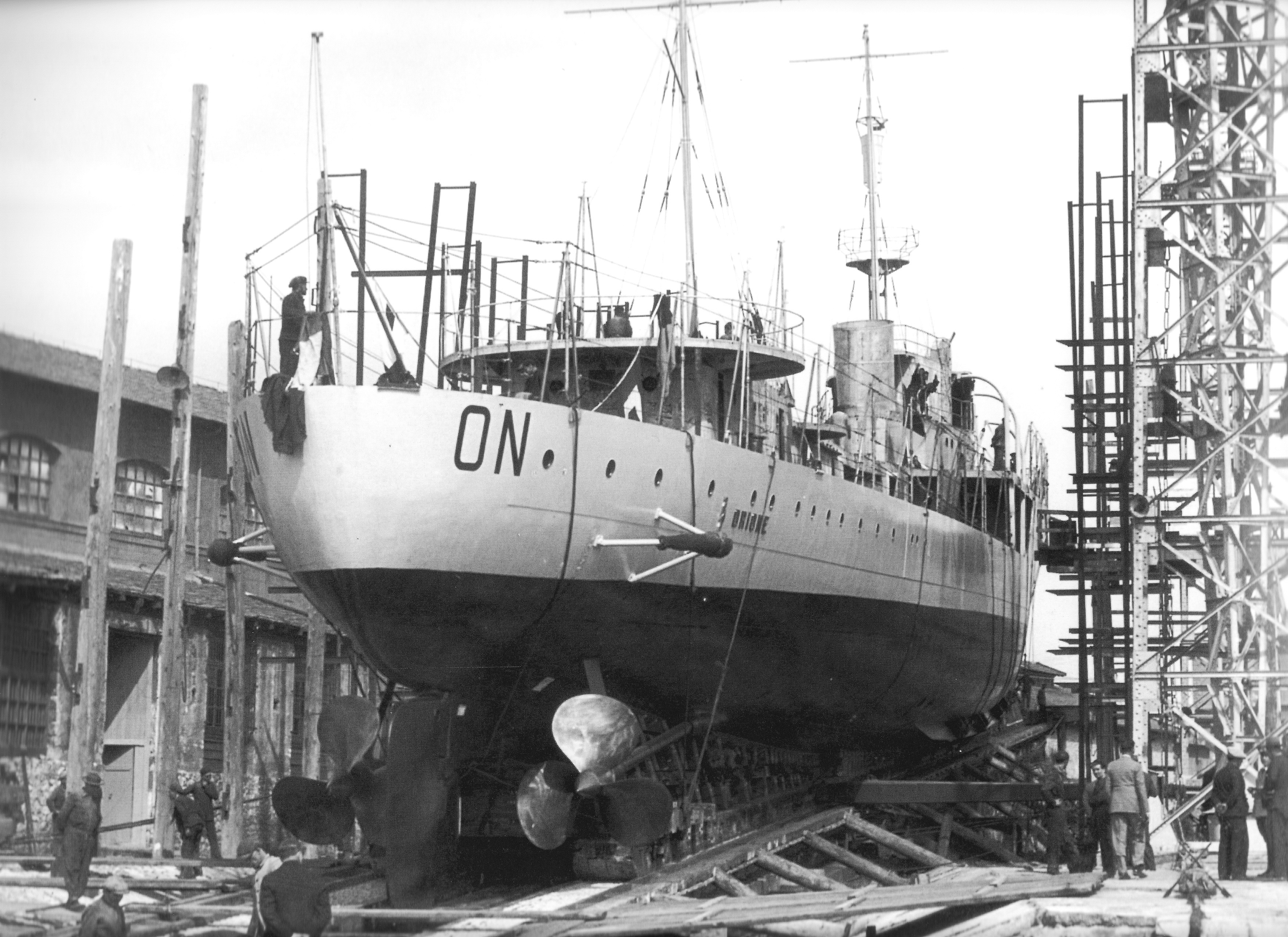
Le Orione sur les quais du chantier naval de Palerme

Étant, avec ses trois navires-jumeaux, l'un des très rares navires de la Regia Marina spécifiquement conçus pour escorter des convois et pouvant passer de longues périodes en mer), le navire est utilisé intensivement pendant la guerre sur les routes d'Afrique du Nord.
Le 2 juillet 1940, les torpilleurs Orsa, Procione, Orione et Pegaso escortent les transports de troupes Esperia et Victoria de Tripoli à Naples (aller-retour).
Le 6 juillet, le Orione participe à l'escorte du premier grand convoi vers la Libye (opération appelée "TCM"). Il quitte Naples à 19h45, le convoi est formé par les transports de troupes Esperia et Calitea (transportant respectivement 1 571 et 619 soldats) et par les cargos modernes Marco Foscarini, Francesco Barbaro - ce dernier ajouté le 7 juillet venant de Catane avec l'escorte des torpilleurs Abba et Pilo - et Vettor Pisani (dont la cargaison comprend au total 232 véhicules, 5 720 tonnes de carburant et de lubrifiants et 10 445 tonnes d'autres matériaux). Avec les quatre unités du XIVe escadron de torpilleurs, les croiseurs légers Bande Nere et Colleoni et le Xe escadron de destroyers (Maestrale, Grecale, Libeccio, Scirocco) ont escorté le convoi. Les navires atteignent Benghazi, leur port d'arrivée, sains et saufs le 8 juillet.
Le 19 juillet à six heures du matin, le Orione, avec les unités de son escadron, quitte Benghazi pour escorter sur la route du retour vers Naples un convoi composé des marchands Esperia, Calitea, Marco Foscarini, Francesco Barbaro et Vettor Pisani. Le convoi arrive sain et sauf dans le port napolitain, peu après minuit le 21 juillet.
Le 27 juillet, les torpilleurs Orsa, Procione, Orione et Pegaso servent d'escorte à un convoi allant de Naples à Tripoli pendant l'opération "Trasporto Veloce Lento" (le convoi est composé des navires marchands Maria Eugenia, Gloriastella, Mauly, Bainsizza, Col di Lana, Francesco Barbaro et Città di Bari). Renforcées en escorte par l'arrivée des destroyers Maestrale, Grecale, Libeccio et Scirocco, les unités arrivent au port sans dommage le 1er août, évitant même une attaque du sous-marin britannique HMS Oswald (N58) (attaque effectuée le 30 juillet).
Entre 1940 et 1941, le Orione, comme ses navires-jumeaux, subit des travaux, à la suite desquels les huit mitrailleuses de 13,2 mm, peu efficaces, sont retirées et remplacées par huit canons de 20/65 mm.
Le 27 janvier 1941, le torpilleur récupère les survivants du vapeur allemand Ingo, qui a été coulé par des bombardiers-torpilleurs britanniques de la 830e escadron (830th Squadron) à la position géographique de 34° 27′ N, 14° 11′ E, au large du Cap Bon. Le jour suivant, le navire porte assistance à un autre vapeur allemand, le Duisburg, torpillé par le sous-marin HMS Upholder (P37), jusqu'à l'arrivée d'un remorqueur qui prend en charge le navire endommagé jusqu'à Tripoli.
Le 24 février, il escorte les transports de troupes Marco Polo, Conte Rosso, Esperia et Victoria de Naples à Tripoli, ainsi que les destroyers Saetta, Baleno, Geniere et Camicia Nera et le torpilleur Aldebaran,. Comme escortes indirectes, les croiseurs légers Diaz et Bande Nere et les destroyers Ascari et Corazziere sont ajoutés. Le lendemain, le sous-marin britannique HMS Upright (N89) torpille le Diaz, qui coule à la position géographique de 34° 33′ N, 11° 45′ E, entraînant avec lui la plupart de son équipage,.
Du 1er au 3 mars, le Orione, le Pegaso et un troisième torpilleur, le Clio, escortent de Naples à Tripoli un convoi (navires à vapeur Amsterdam, Castellon, Maritza et Ruhr) chargé de fournitures pour l'Afrika Korps. Le voyage se déroule sans encombre.
Du 5 au 7 mars, le Orione et le Pegaso, ainsi que le croiseur auxiliaire Ramb III, escortent le convoi de retour (Tripoli-Naples) des vapeurs Castellon, Ruhr et Maritza.
Du 8 au 10 avril, les torpilleurs Procione, Cigno et Orione' escortent de Naples à Tripoli un convoi composé des navires marchands Leverkusen, Wachtfels, Arcturus, Ernesto et Castellon avec des unités de l'Afrika Korps à bord: le voyage se déroule sans encombre.
Le 18 avril 1941, le Orione, envoyé par "Marilibia" pour escorter le pétrolier Luisiano, rejoint avec lui un convoi allant de Palerme à Tripoli (torpilleurs La Farina, Calliope, Mosto et Climene - ce dernier également rejoint plus tard -, vapeurs Isarco, Nicolò Odero et Maddalena Odero et pétrolier Alberto Fassio, également rejoint plus tard). Le convoi atteint sa destination sans encombre le 21 avril.
Le 30 avril, le navire fait partie, avec les destroyers Euro et Fulmine et les torpilleurs Castore et Procione, de l'escorte d'un convoi formé par les transports Birmania, Marburg, Reichenfels, Rialto et Kybfels naviguant d'Augusta et Messine vers la Libye chargé de fournitures pour l'Afrika Korps. Bien qu'attaqué par des avions et des sous-marins le 1er mai, le convoi n'est pas endommagé.
Du 4 au 5 mai, le navire escorte de Naples à Tripoli, avec les destroyers Vivaldi, da Noli et Malocello et les torpilleurs Pegaso et Cassiopea, un convoi composé des transports de troupes Victoria et Calitea et des cargos Andrea Gritti, Barbarigo, Sebastiano Venier, Marco Foscarini et Ankara.
Le 12 mai, le Orione quitte Tripoli pour escorter, avec les torpilleurs Clio et Pegaso, les vapeurs Maddalena Odero et Nicolò Odero. À 20h30 du même jour, au large des côtes de la Tripolitaine, le Pegaso effectue une chasse anti-sous-marine qui pourrait avoir conduit au naufrage du sous-marin britannique HMS Undaunted (N55),.
Le 8 décembre 1941, le torpilleur est attaqué par le sous-marin britannique HMS Talisman (N78) à la position géographique de 38° 00′ N, 20° 28′ E, mais parvient à éviter les torpilles.
Quelques jours plus tard, le Orione est impliqué dans un cas dramatique de "tir ami". Le 16 décembre à six heures du soir, le torpilleur appareille de Souda, sans avoir été informé de la présence de sous-marins italo-allemands dans la zonei. Par conséquent, lorsque, à 21h44, un sous-marin non identifié se dirigeant vers le nord erst aperçu par le navire italien, le commandant pense qu'il s'agit d'un sous-marin britannique et amène le navire contre lui, afin de l'éperonner. Touché, le sous-marin coule instantanément avec tout son équipage, à la position géographique de 35° 31′ N, 23° 19′ E (dans le canal d'Anticythère, à l'ouest de la Crète). En réalité, le sous-marin coulé est le u-boot U -557 allemand, qui disparait avec ses 43 hommes,,. Ce n'est qu'après dix heures du soir que le Orione, qui rentrait au port avec sa proue endommagée par l'éperonnage, reçoit, alors trop tard, la communication de la présence du U-boot dans la zone.
Le 17 août 1942, il escorte de Benghazi à Brindisi, avec les destroyers da Recco et Saetta et le torpilleur Castore, les navires à moteur modernes Nino Bixio et Sestriere; quand - à 15h35 - le Bixio est gravement endommagé par deux torpilles du sous-marin britannique HMS Turbulent (N98), le Orione porte assistance au navire en détresse (il avait 2 921 prisonniers à bord et il y aura 434 morts), tandis que le Saetta le prend en remorque et le ramène à Pýlos avec un remorquage qui dure plus de vingt-quatre heures,.
Le 27 août, le Orione est envoyé en mission de chasse anti-sous-marine dans les eaux de Crète, à l'occasion du passage d'un convoi à destination de la Libye (deux transports, un destroyer et deux torpilleurs), qui est toutefois attaqué par des unités sous-marines et subit la perte du navire à moteur Manfredo Camperio.
À 14h30 du 30 novembre de la même année, le Orione appareille de Naples pour escorter en Tunisie le convoi "B" (navires à vapeur Arlesiana, Achille Lauro, Campania, Menes et Lisboa) avec les torpilleurs Sirio, Groppo et Pallade. A l'escorte s'ajoutent ensuite le torpilleur Uragano (à 17h10 du 1er décembre) et le Xe escadron de destroyers (Maestrale, Grecale et Ascari, rejoints à 19h35 du même jour), mais le convoi est tout de même renvoyé à la rencontre de la Force Q britannique (croiseurs légers HMS Aurora (12), Sirius et Argonaut, destroyers HMAS Quiberon (G81) (australien) et HMS Quentin (G78)) (britannique), qui intercepte et détruit ensuite, dans la nuit du 2 décembre, le convoi "H" (bataille du banc de Skerki) qui avait été envoyé à sa place.
En 1943, le Orion est reclassé comme torpilleur d'escorte. Le navire est également équipé, à la suite de nouveaux travaux, de trois canons supplémentaires de 20/70 mm et d'un radar de type "Fu.Mo. 21/40", de production allemande.
Au petit matin du 20 février 1943, le Orione et un autre torpilleur, le Animoso, quittent Naples pour escorter vers Bizerte le pétrolier Thorsheimer (chargé de 13 000 tonnes de carburant) et le vapeur Fabriano (transportant des troupes et 1 700 tonnes de fournitures et de munitions). L'escorte est ensuite renforcée par l'envoi d'un troisième torpilleur, le Pegaso. À 19h40 ce jour-là, le convoi évite sans dommage une première attaque de bombardiers-torpilleurs, mais lors de l'escale suivante à Trapani, une attaque aérienne nocturne touche le Fabriano, l'obligeant à rester au port. Le pétrolier avec les trois torpilleurs d'escorte part le matin du 21 mais peu après son départ, il est mitraillé par des avions, blessant mortellement le commandant mais n'endommageant pas sérieusement quoi que ce soit. Ensuite une puissante escorte de 14 avions (10 chasseurs de la Luftwaffe et 4 hydravions de la Regia Aeronautica) arrive. À 14h25, à une vingtaine de milles nautiques (37 km) au sud de Marettimo, le convoi est attaqué par huit bombardiers britanniques, escortés par 12 chasseurs. Touché par deux bombes (dont l'une n'a cependant pas explosé), le Thorsheimer est immobilisé avec un incendie à bord. Pendant que le Pegaso et le Animoso portent assistance au navire en détresse, le Orione sauve l'équipage et retourne à Trapani (lors d'une attaque aérienne ultérieure, le Thorsheimer sera touché par des bombardiers-torpilleurs et explosera).
Dans la nuit du 17 février 1943, le torpilleur bombarde avec des grenades sous-marines, sans aucun résultat, le sous-marin polonais ORP Dzik, qui a attaqué avec trois torpilles le navire marchand que le Orione escorte au large de Capo Milazzo.
En septembre 1943, le Orione, sous les ordres du commandant Bertetti, fait partie du groupe de torpilleurs de La Spezia, auquel appartiennent également les torpilleurs Impetuoso, Libra, Pegaso, Ardimentoso et Orsa.
Après l'annonce de l'armistice du 8 septembre 1943 (Armistice de Cassibile), au petit matin du 9 septembre 1943, le navire appareille de La Spezia avec les torpilleurs Pegaso, Orsa, Ardimentoso et Impetuoso, suivis, une heure plus tard, par le reste de l'escadron naval (cuirassés Italia, Vittorio Veneto et Roma, croiseurs légers Attilio Regolo, Eugenio di Savoia, Montecuccoli, destroyers Artigliere, Fuciliere, Legionario, Carabiniere, Mitragliere, Velite, Grecale, Oriani) pour se diriger vers La Maddalena,. À 8h40, les cinq torpilleurs aperçoivent l'escadron de combat (qui, à 6h15, est rejoint par les croiseurs Duca d’Aosta, Duca degli Abruzzi e Garibaldi et par le torpilleur Libra, venant de Gênes), et à 10h30, après avoir aperçu des éclaireurs allemands, ils le rejoignent, en naviguant en zigzag. Peu après midi, les torpilleurs arrivent dans les eaux de La Maddalena, mais à ce moment-là, ils reçoivent la communication que la base est occupée par les Allemands: les navires doivent donc faire demi-tour avec le reste de la flotte, qui se dirige vers le nord de l'Asinara. À 15h15 le 9 septembre, cependant, la formation est attaquée par des bombardiers allemands Dornier Do 217. Le cuirassé Italia est d'abord légèrement endommagé (par une bombe tombée près de la coque), puis, à 15h42, le cuirassé Roma est atteint par une bombe planante Fx 1400 Fritz X qui, après avoir transpercé tous les ponts, explose sous la quille en causant de graves dommages dont un trou dans la coque, des dommages à l'artillerie anti-aérienne et une salle des machines hors d'usage (avec réduction de la vitesse à 16 nœuds (29,6 km/h)). Dix minutes plus tard, le même navire est touché par une seconde bombe en correspondance d'un dépôt de munitions. Dévasté par une déflagration colossale, le Roma chavire et coule, se brisant en deux, en 19 minutes, emportant 1 393 hommes avec lui.
Au cours de l'attaque aérienne, le Orione, comme le Libra, perd le contact avec le chef d'escadron, le Pegaso, dont l'équipement radio à ondes ultra-courtes est défaillant. Le navire ne participe donc pas aux opérations de sauvetage des survivants du Roma, il poursuit avec le reste du groupement tactique vers Malte, où la flotte se rendra aux Alliés. Dans la matinée du 10 septembre, le Orione et le Libra font escale à Annaba en Algérie, où ils se ravitaillent en carburant. Ils repartent en fin d'après-midi et atteignent Malte le 12 septembre, en s'amarrant à Marsaxlokk. Le 13 septembre, les deux torpilleurs, avec d'autres unités, se rendent dans la baie de Sao Paulo, pour revenir à Marsaxlokko quelques jours plus tard. Le 4 octobre 1943, le Orione, le Libra et un troisième torpilleur, Calliope, quittent Malte avec plusieurs autres navires et retournent en Italie.

### Service dans la Marina Militare
Après la guerre, le Orione et son navire-jumeau Orsa servent dans la nouvelle marine italienne: la Marina Militare. Dans les années 1950, les deux unités sont reclassées en frégates anti-sous-marines et subissent d'importants travaux de modernisation (qui ont lieu pour l'Orione entre 1953 et 1954), qui voient d'importantes modifications de la superstructure et surtout de l'armement. Les canons de 100/47 mm sont réduits à un seul, les canons de 20/65 et 20/70 mm sont retirés et remplacés par quatre canons antiaériens de 40/60 mm, deux des quatre lanceurs de charges de profondeur sont remplacés par quatre déchargeurs de bombes, les tubes lance-torpilles sont éliminés et un lanceur anti-sous-marin "Porcupine" est également embarqué. Avec l'introduction de la classification OTAN (Organisation du traité de l'Atlantique nord), le Orion prend le badge optique F 559.
En 1957-1958, les deux unités cessent d'être utilisées comme escadrilles et sont affectées à des tâches de remorquage de cibles. A cette fin, le canon 100/47 restant (situé à l'arrière) est éliminé et remplacé par un dispositif optique appelé "pollaio" (qui permet d'observer les rejets du tir contre les cibles remorquées) et une catapulte pour lancer des avions cibles radiocommandés ("B.R.C.") est placée à l'avant. Toujours à l'avant du pont, un petit rouf est construit pour abriter l'équipement de ciblage radio.
Dans ce service, le Orione et le Orsa (F 558) n'ont qu'un équipage sur deux, ils sont donc employés en alternance.

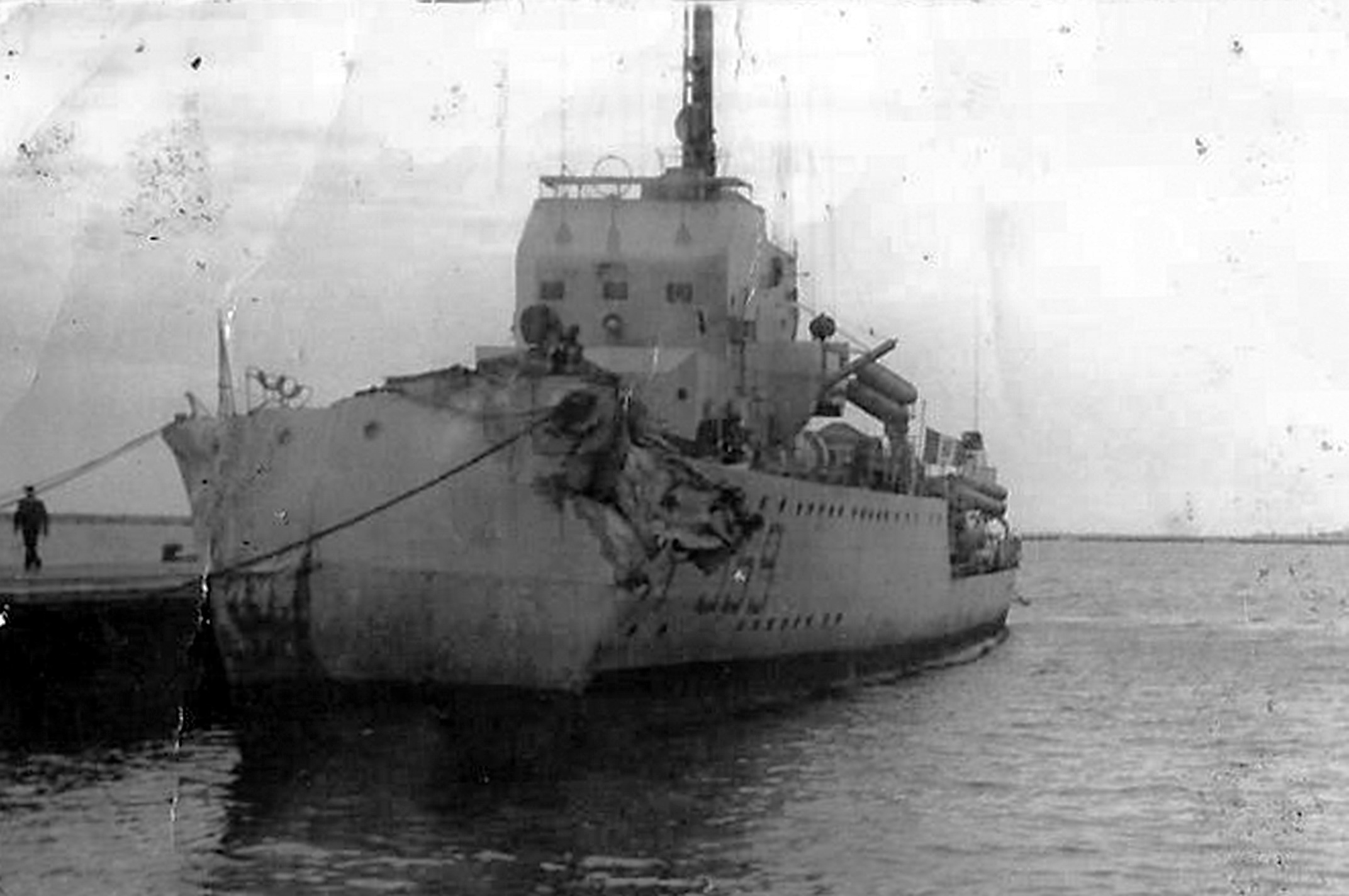
Le Orione endommagé après une collision avec le destroyer Indomito

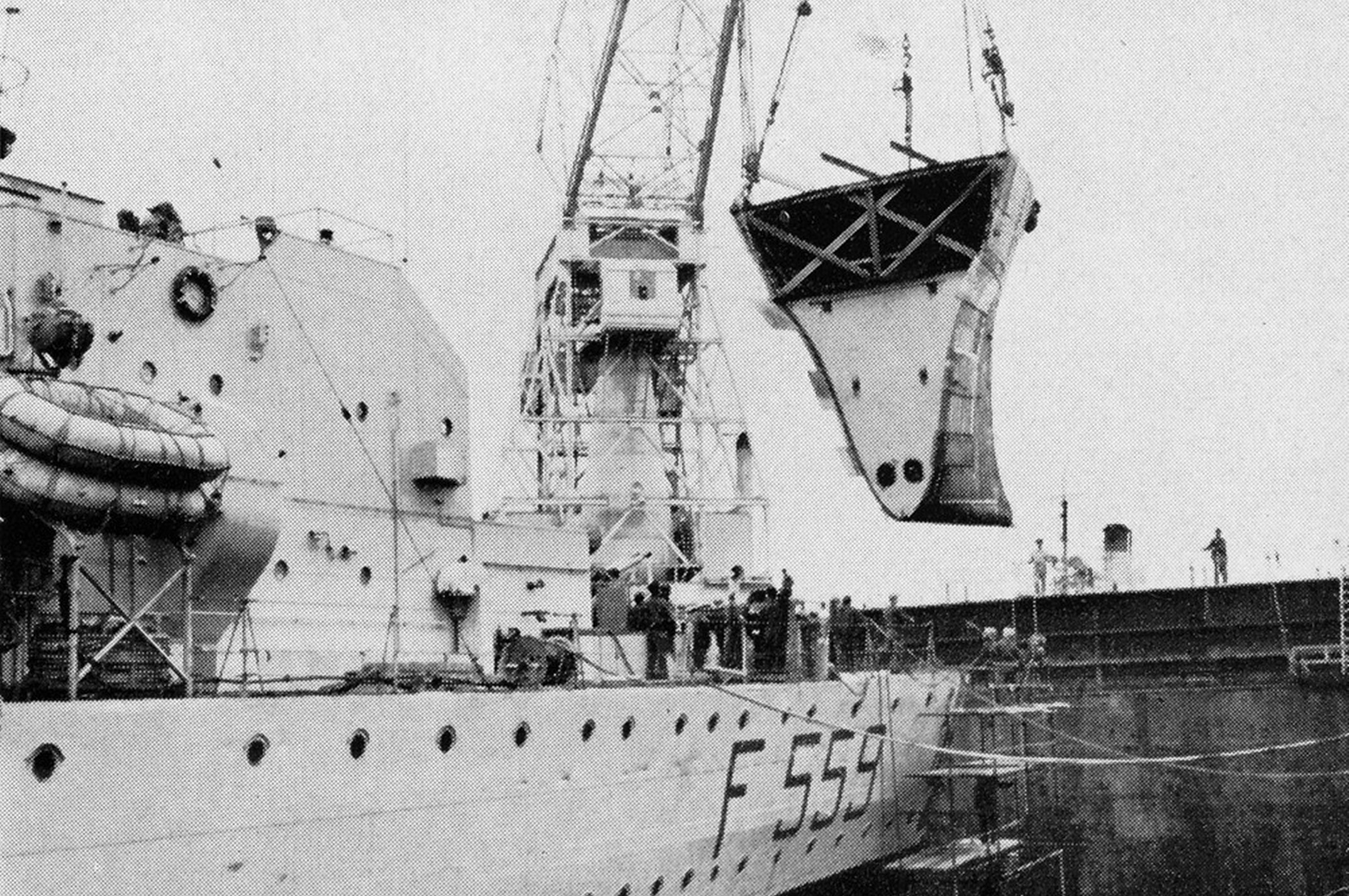
Montage de la nouvelle proue du Orione

En 1961, au cours d'un exercice spécial avec les instruments de bord désactivés, à 45 milles nautiques (83 km) au large de Tarente, le Orione heurte accidentellement le destroyer Indomito, entraînant la mort d'un marin, le chef de quart Bensi di Milano? Les deux unités subissent de graves dommages, le Orione, en particulier, voit sa proue détruite et une nouvelle zone de proue est alors reconstruite à l'arsenal de Tarente et appliquée à la coque de le Orione le 21 janvier 1963.
Radié le 1er janvier 1965, le Orione est envoyé en démolition.

## Sources
- (it) Cet article est partiellement ou en totalité issu de l’article de Wikipédia en italien intitulé « Orione (torpediniera) » (voir la liste des auteurs).